# Georges Nagelmackers
Georges Lambert Casimir Nagelmackers (25. června 1845 Lutych – 10. srpna 1905 Villepreux) byl belgický železniční podnikatel.
Pocházel z prominentní rodiny (jeho dědečkem byl bankéř a politik Gérard Nagelmackers). V mládí se zamiloval se do starší sestřenice Valerie, rodiče mu však sňatek zakázali a poslali ho raději na cestu po světě. Při pobytu v USA se Nagelmackers seznámil s fungováním firem Pullman a Cunard Line a rozhodl se zavést na evropské železnice dálkové lůžkové vozy s maximálním komfortem. Po návratu do vlasti pracoval jako inženýr v rodinných železárnách ve Visé, pak se osamostatnil a získal pro svůj záměr podporu krále Leopolda II. V roce 1872 založil Compagnie Internationale des Wagons-Lits se sídlem v Paříži, kde byl jeho společníkem zámožný Američan William d'Alton Mann. Společnost začala provozovat dálkové spoje z Ostende do Berlína a z Paříže do Vídně, kde se konala Světová výstava 1873. Od roku 1883 jezdil v její režii proslulý Orient expres. Soupravy byly určené náročné klientele a byly vybaveny pouze vagony první třídy. Vedle spacích vozů obsahovaly také jídelní vůz, bar a salon, vozy měly chodbičku, jíž bylo možno za jízdy procházet, toalety a koupelny byly stavebně odděleny. Služeb Nagelmackersovy společnosti využívaly i hlavy států nebo Mezinárodní olympijský výbor.
V roce 1892 nechal Nagelmackers pro své pasažéry postavit v Istanbulu Pera Palace Hotel a od roku 1894 provozoval celou síť ubytovacích zařízení nazvanou Compagnie Internationale des Grands Hotels. Roku 1890 zavedl také dopravu z Calais do Brindisi, sloužící Britům cestujícím do Indie, a roku 1896 Nord Express, který jezdil z Paříže do Petrohradu. Nagelmackers také zajišťoval stravu a ubytování návštěvníkům Světové výstavy 1900 a v Paříži tehdy vznikl Hôtel Élysée Palace, který projektoval Georges Chedanne.
Georges Nagelmackers vyhrál soutěž poštovních vozů s čtyřspřežím, která se konala v Paříži 2. června 1900. Závod je uznáván jako součást programu Letních olympijských her 1900.
Žil na zámku ve francouzské obci Villepreux, kde roku 1905 zemřel, je pochován na Cimetière de la Diguette v rodném Lutychu.